# De Katholieke Encyclopaedie

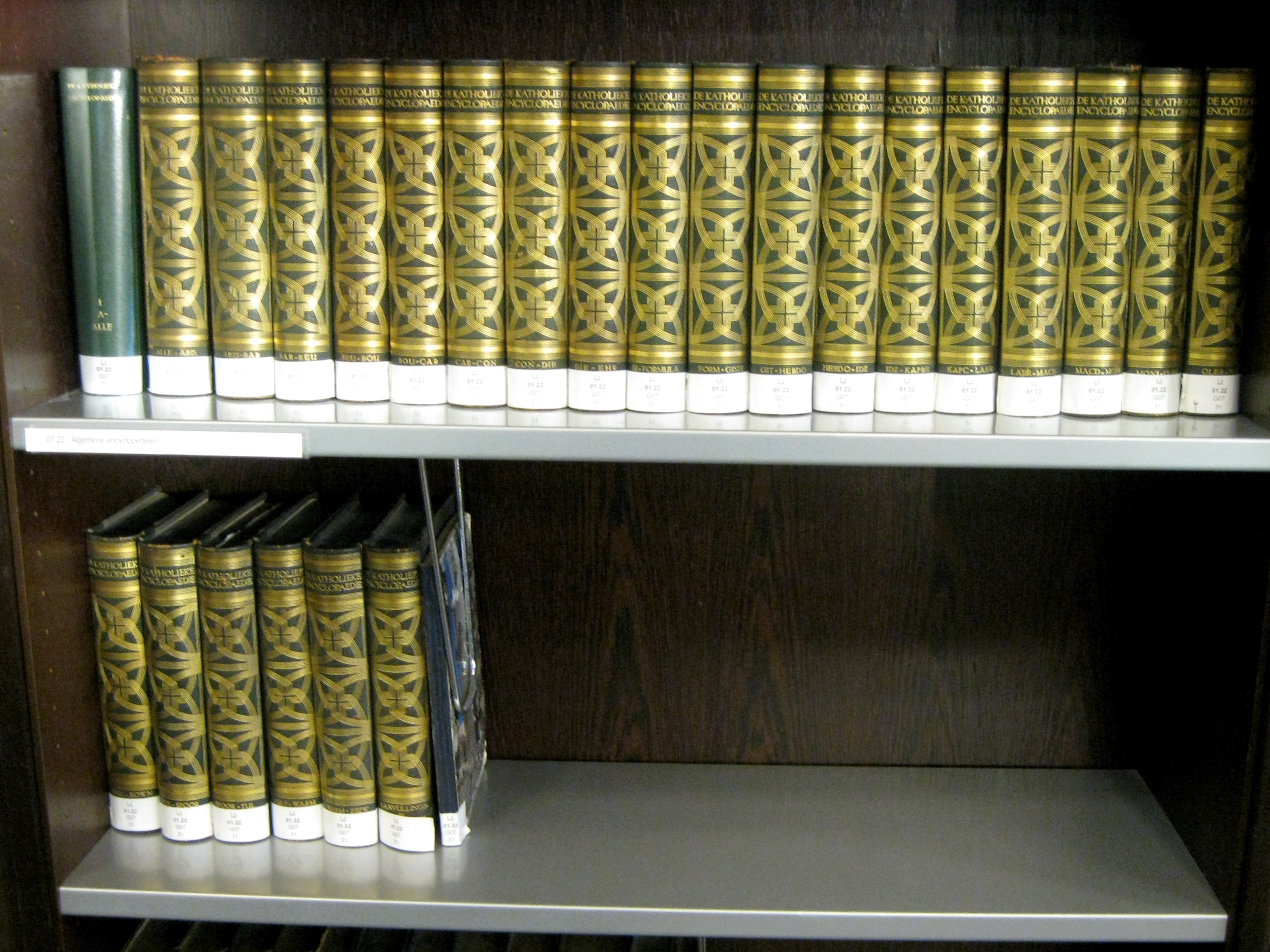
De Katholieke Encyclopedie 1933-1939

De Katholieke Encyclopaedie (DKE) is een Nederlandstalige algemene encyclopedie waarvan twee drukken verschenen. De eerste druk verscheen tussen 1933 en 1939 bij uitgeverij Joost van den Vondel te Amsterdam en stond onder redactie van dr. Jan Sassen O.P. De supervisie berustte echter bij prof. dr. Titus Brandsma, O.Carm. Deze eerste druk bestaat uit 25 delen: 24 delen met een aanvullings- en registerdeel (25). Er verscheen ook een braille-uitvoering.

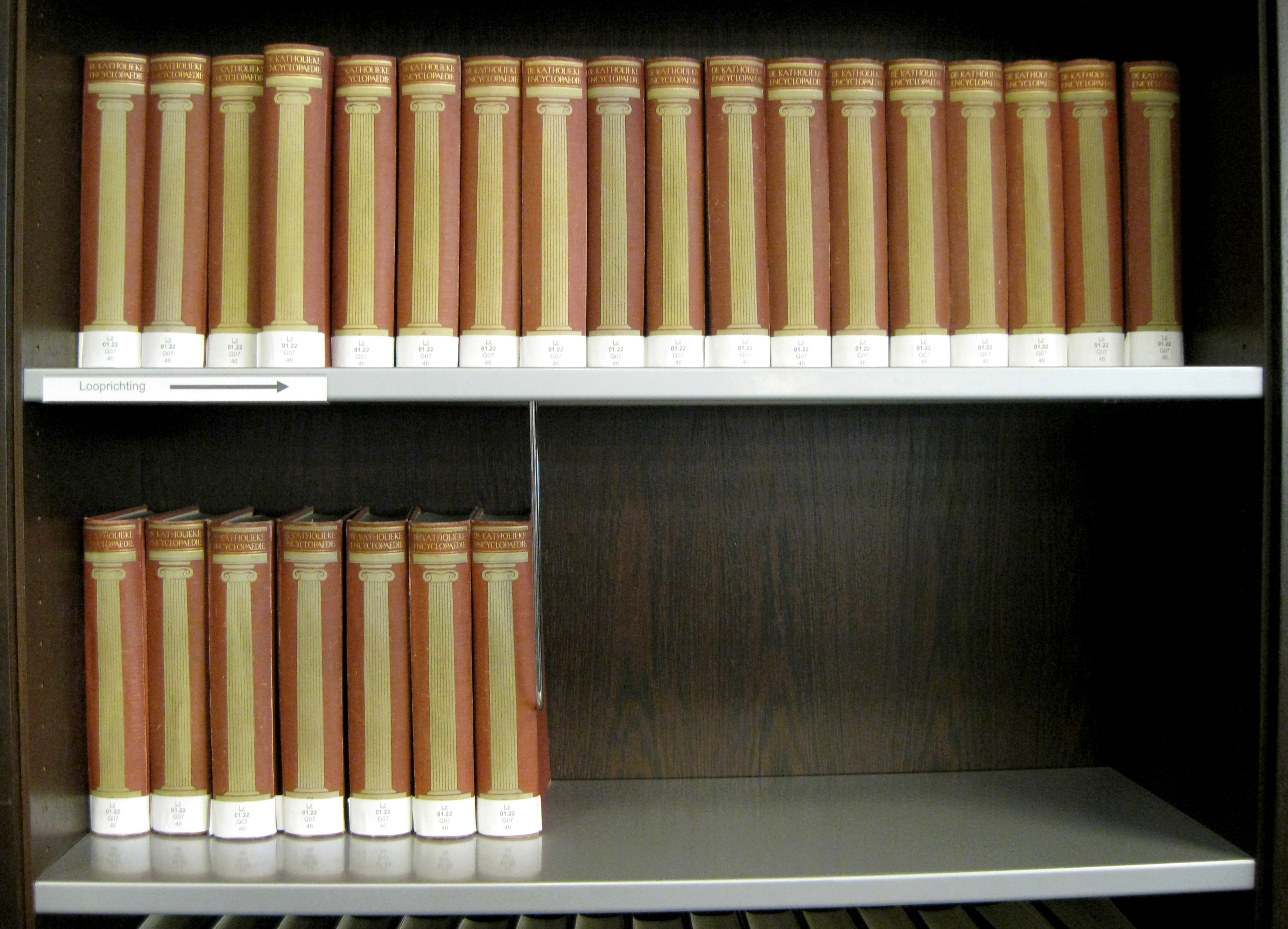
De Katholieke Encyclopedie 1949-1955

Tussen 1949 en 1955 verscheen onder de redactie van prof. dr. P.E. van der Meer, prof. dr. Frank Baur en Lactantius (J.H.E.) Engelbregt O.F.M. de tweede druk. Deze werd uitgegeven door N.V. Uitgeversmaatschappij Joost van den Vondel te Amsterdam en N.V. Standaard-Boekhandel te Antwerpen.
De tweede druk van De Katholieke Encyclopaedie bestaat eveneens uit 25 delen. De pagina's zijn verdeeld in twee kolommen. Elk deel bevat ongeveer 900-1000 kolommen. In 1961 verscheen bij uitgeverij Elsevier te Amsterdam een aanvullend encyclopedisch supplement (800 p.) met een encyclopedische samenvatting over de jaren 1950-1960.
De Katholieke Encyclopædie is vanuit een katholiek perspectief geschreven. Voor de tegenwoordige katholiek is De Katholieke Encyclopædie enigszins gedateerd. Omdat zij eerder dan het Tweede Vaticaanse Concilie is verschenen, zijn vooral de artikelen over liturgische onderwerpen verouderd. De standpunten in de ethische artikelen komen in hun geheel gezien in grote mate overeen met de huidige, door de Katholieke Kerk ingenomen standpunten. De artikelen over politici, wetenschappers en kunstenaars zijn relatief neutraal.
De encyclopedie geeft geregeld een waardeoordeel, zo wordt sodomie als een "tegennatuurlijke onkuisheid wat het geslacht betreft" omschreven.  Over tal van zaken merkt de encyclopedie niet alleen op wat het is maar ook wat de Kerk ervan vindt. Louis Couperus wordt een groot schrijver genoemd.  De encyclopedie waarschuwt tegelijkertijd de katholieken voor het lezen van zijn werk. De later heilig verklaarde karmeliet en priester prof. dr. Titus Brandsma was bij de editie van 1938 censor ad hoc deputatus en hij gaf het evulgetur voor de publicatie. Prof. Brandsma nam zelf het lemma 'antisemitisme' voor zijn rekening. Hij keurde het antisemitisme, trouw volgens de leer, af maar maakte een uitzondering voor de weerzin tegen "rijke Joden". De encyclopedie merkt over iedere plaats op hoeveel katholieken daar wonen en geeft details over de plaatselijke Katholieke Kerk.
In De Katholieke Encyclopaedie zijn foto's en afbeeldingen opgenomen. Ook bevinden zich in de encyclopedie zwart-wit-tekeningen en uitvouwbare landkaarten.
Doel van De Katholieke Encyclopaedie was in begrijpelijk Nederlands een zo groot mogelijk katholiek lezerspubliek te bereiken. "De encyclopedie is een van de onmisbaar geworden, moderne middelen tot verspreiding van de gespecialiseerde wetenschap bij een niet-gespecialiseerd publiek: een vorm van wat men hogere vulgarisatie pleegt te noemen", aldus de eerste pagina van het voorwoord (pag. i). Ook wilde men voorkomen dat katholieke lezers hun toevlucht moesten zoeken tot "anti-godsdienstige" of protestantse encyclopedieën die de "tegenstrijdigheid tussen rede en geloof" willen blootleggen (pag. v). Verregaande kritiek op verlichtingsdenkers blijft in het voorwoord achterwege, maar wel zou men in de 18e-eeuwse encyclopedieën propaganda voor de "anti-religie" (pag. v) aantreffen.
Verschillende onderwerpen, zoals de evolutieleer en de ouderdom van de aarde, worden in de Katholieke Encyclopaedie van 1938 niet behandeld.
De Katholieke Encyclopædie is in modern Nederlands geschreven. In de meeste grote Nederlandse openbare bibliotheken kan men haar inzien.